# Puyuma
Puyuma (Panapanayam, Pelam, Pilam, Piuma, Pyuma; chiń. 卑南; pinyin Bēinán) – rdzenna grupa etniczna zamieszkująca Tajwan, zaliczana do Aborygenów tajwańskich. Ich ojczystą ziemią są równinne tereny w południowej części powiatu Taidong. Współcześnie ulegli daleko idącej sinizacji, wskutek której tradycyjny język puyuma powoli wypierany jest przez język mandaryński. Populacja Puyuma szacowana jest na około 10 tysięcy osób.
Tradycyjnie Puyuma żyli w wielkich wspólnotach liczących po kilkaset osób i mających endogamiczny charakter. Społeczeństwo miało strukturę matrylinearną i matrylokalną. Prowadzili gospodarkę wypaleniskową, uprawiając taro, proso, słodkie ziemniaki i fasolę. Życie wspólnoty zogniskowane było wokół wspólnego kultu przodków, któremu przewodniczył wódz-kapłan.
Rdzenna religia Puyuma miała charakter animistyczny. Wierzono, że człowiek ma trzy dusze, które zamieszkują ramiona i głowę. Za przyczynę chorób uważano opuszczenie przez duszę ramienia, szaman leczył chorego sprowadzając ją z powrotem. Kiedy natomiast ciało opuszczała dusza mieszkająca w głowie, człowiek umierał. Z czasem Puyuma ulegli wpływom buddyzmu i chrześcijaństwa.